# 中田橋 (富山県)
中田橋（なかだはし）は、富山県高岡市の一級河川の庄川に架かる主要地方道富山戸出小矢部線の車道橋および一般県道富山庄川小矢部自転車道線の歩道橋である。

## 概要
車道橋形式
- 左岸 - 富山県高岡市戸出大清水
- 右岸 - 富山県高岡市下代・上麻生
- 橋格 - 1等橋 (TL-20)
- 形式 - 鋼2+3+3径間連続箱桁橋
- 橋長 - 514.200 m
  - 支間割 - ( 55.000 m + 61.500 m ) + ( 61.550 m + 93.000 m + 61.550 m ) + ( 61.500 m + 62.000 m + 55.000 m )
- 幅員
  - 総幅員 - 8.700 m
  - 有効幅員 - 7.500 m
  - 車道 - 7.500 m
  - 歩道 - （側道橋）
- 総鋼重 - 1 618.245 t
- 床版 - 鉄筋コンクリート
- 施工 - 川田工業・佐藤鉄工
- 架設工法 - トラッククレーンベント工法

側道橋形式
- 形式 - ゲルバー鈑桁橋[3]
- 幅員 - 5.5m（歩道橋）[1]

## 歴史
明治以前は渡し舟によって渡河していたが、1886年（明治19年）5月に私設の木製賃取橋が架橋された（庄川の橋としては大門大橋に次いで2番目に古く（県負担の橋としても神通橋（舟橋）に次いで2番目に古い）、長さ289間余（523.7 m）、幅員20尺（約6 m）と大門大橋より上で当時県内一長い橋梁であった）。当初は下流の橋（現在の大門大橋）と同名の『雄神橋』という名称であったが、1900年（明治33年）3月の架け替えの際、下流の橋と区別するため、所在地の中田町（現・高岡市中田地区）にちなんで、現在の名称に改名された。1912年（明治45年）に富山県に買い取られたことで、通行料が無料となった。同時に改築され、長さ552.5 m、幅員4.24 mとなった。
現橋が完成するまでは長らく木製であったため、2度流失している。この間の1939年（昭和14年）に工費50万円、5か年継続事業として鉄筋コンクリート橋の建設の計画が始動し、6月には中田橋改良事務所が開設された。しかし太平洋戦争による資材難により計画が変更され、1946年（昭和21年）に木橋に架け替えられた。
1956年（昭和31年）12月に現在の歩道橋が車道として供用開始され、現在の車道橋（2車線、消雪装置付き）1973年（昭和48年）より県高岡土木事務所により着工し、第一次オイルショックによる一時工事中断を経て、1979年（昭和54年）9月20日に車道橋が供用開始されたものである（完工式は同年10月29日、旧橋は歩道橋に転用）。